# Szatymaz
Szatymaz là một thị trấn thuộc hạt Csongrád, Hungary. Thị trấn này có diện tích 53,72 km², dân số năm 2010 là 4622 người, mật độ 86 người/km².